# Корпус специјалних јединица
Корпус специјалних јединица је био корпус у саставу Српске војске Крајине. Он је био створен у љето 1995. као оперативно-тактичка резерва Главног штаба СВК, по наређењу главнокомандујућег генерала Милета Мркшића. Овај корпус решавао је питање резерве у крајишкој војсци и морао је бранити угрожене положаје. Дјелови опреме и борбених средстава КСЈ је добио из СРЈ. У састав овог Корпуса били су мобилисани војни обавезници из Републике Српске Крајине, који су се налазили у Савезној Републици Југославији. Војна полиција Војске Југославије их је хапсила и слала у Крајину. У СРЈ је мобилисано око 5.000 обвезника са подручја РСК. Командант Корпуса је био генерал Милорад Ступар, а начелник Штаба је био пуковник Велимир Бајат.

## Организација
Структура Корпуса:
- Команда корпуса
- 2. гардијска бригада — пуковник Милош Цвјетићанин
- 2. оклопна бригада — пуковник Станко Летић
- 71. бригада за специјалне операције
- брдски батаљон
- батаљон војне полиције
- лаки артиљеријски дивизион ПВО

## Историја
КСЈ је бројао око 5.000 бораца. Он је био циљ посла хрватских војних обавештајаца. У јулу 1995. КСЈ је био ангажован на подручју Бихаћа (операција Мач 95). Након тога један део је био послат да брани Динару и Книн од хрватских снага. Пре хрватског напада на РСК (операција „Олуја“), 2. гардијска бригада је напустила положаје на Динари и дошла у Книн. У току „Олује“ један дио КСЈ је био евакуисан у Републику Српску, а други дио заједно са снагама 21. Кордунашког корпуса је био блокиран у Топуском и предао се хрватској војсци, након чега су војници и цивили са посматрачима из „плавих шлемова“ евакуисани ка Србији. 2. оклопна бригада је изгубила 5 тенкова M-84, 4 ОТ M-60, 1 ТЗИ и 1 оклопни транспортер услед кварова.
Касније неки учесници тих догађаја причали су да КСЈ није учествовао у борбама и неке његове јединице пре свих осталих напустиле су РСК.